# Distrikt Gazimağusa

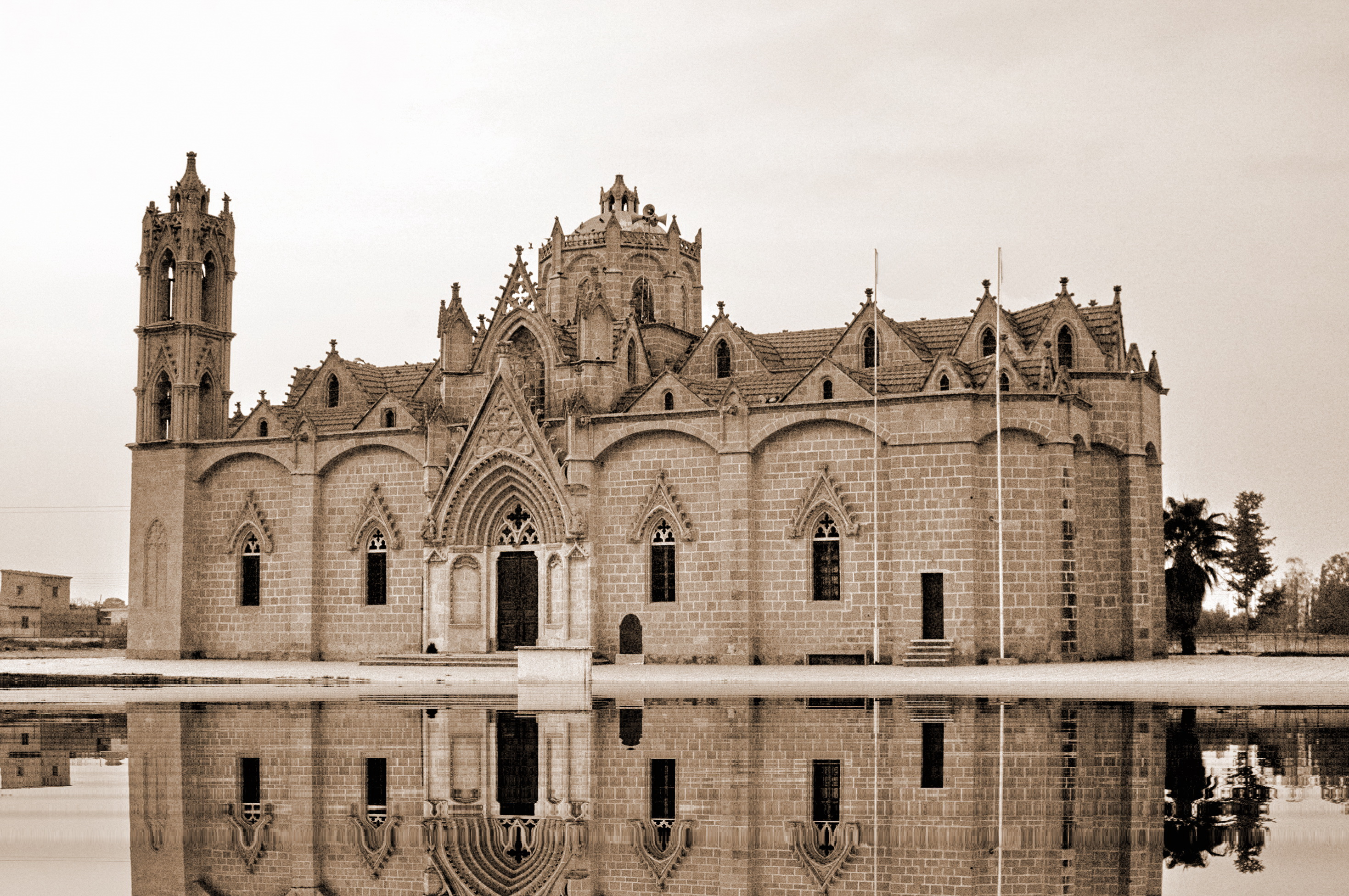
Orthodoxe Kirche im Dorf Lisi

Der Distrikt Gazimağusa (türkisch Gazimağusa İlçesi; griechisch Επαρχία Γκαζιμαγούσα) ist einer der sechs Distrikte der international nicht anerkannten Türkischen Republik Nordzypern im Osten der Mittelmeerinsel Zypern. Sein Hauptort und zugleich wichtigste Hafenstadt des Nordteils der Insel ist die gleichnamige Stadt Gazimağusa (Famagusta).
Im Jahr 2011 hatte der Distrikt 69.741 Einwohner.

## Gemeinden
Der Distrikt Gazimağusa besteht aus 2 Städten und 61 Gemeinden. Städte sind fett dargestellt.
- Adaçay
- Ağıllar
- Akdoğan
- Akova
- Alaniçi
- Altınova
- Arıdamı
- Ardahan
- Aslanköy
- Atlılar
- Aygün
- Bahçeler
- Balalan
- Beyarmudu
- Boğaz
- Çamlıca
- Çayönü
- Çınarlı
- Dörtyöl
- Düzce
- Ergazi
- Ergenekon
- Esenköy
- Gaziköy
- Gazimağusa
- Geçitkale
- Gelincik
- Gönendere
- Görneç
- Güvercinlik
- İncirli
- İnönü
- Kaplıca
- Kilitkaya
- Korkuteli
- Köprülü
- Kurtuluş
- Kurudere
- Mormenekşe
- Muratağa
- Mutluyaka
- Nergizli
- Paşaköy
- Pirhan
- Pınarlı
- Sandallar
- Serdarlı
- Sütlüce
- Taşlıca
- Tatlısu
- Tirmen
- Tumalar
- Turunçlu
- Tuzla
- Tuzluca
- Türkmenköy
- Ulukışla
- Vadili
- Yamaçköy
- Yarköy
- Yeniboğaziçi
- Yıldırım
- Zeybekköy